# Артур Жмієвський (митець)
Артур Жмієвський (пол. Artur Żmijewski, *26 травня 1966 року, Варшава (Польща)) - польський митець візуального мистецтва та режисер.

## Біографія
- 1966 - народився у Варшаві
- 1990-1995 - навчання на Факультеті скульптури Академії мистецтв у Варшаві (диплом у майстерні Ґжеґожа Ковальського)
- 1993-1997 - разом із Монікою Зелінською та Катажиною Козирою видавав часопис Czereja
- 2002 - почав працювати арт-редактором часопису Krytyka Polityczna [Архівовано 20 травня 2022 у Wayback Machine.]
- 2005 - репрезентував Польщу на 51 Бієнале у Венеції
- 2007 - видав книжку власних інтерв'ю із митцями Drżące ciałа (укр. «Тремтячі тіла»)
- 2010 - став куратором 7 Бієнале сучасного мистецтва у Берліні 2012 року
- 2010 - премія Ordway Prize, що надається Мистецьким та Новим музеями у Нью-Йорку
- 2009-2011 - член програмної ради Національної галереї мистецтва Захента [Архівовано 8 грудня 2015 у Wayback Machine.]

Живе та працює у Варшаві, співпрацює з Фондом галереї «Фоксаль»